# Guiga Lyes Ben Laroussi
Pour les articles homonymes, voir Laroussi.
Guiga Lyes Ben Laroussi, né le 14 juin 1969 au Bardo, est un fugitif tunisien recherché par le gouvernement de Singapour pour trafic de drogue. 
Guiga est directeur marketing du restaurant Bobby Rubino à Singapour au moment où des officiers du Central Narcotics Bureau le place sous surveillance pendant deux mois et le surprennent à plusieurs reprises rencontrant des utilisateurs présumés de drogue à l'extérieur de pubs dans des quartiers nocturnes de la ville. À l'occasion du premier raid lancé contre un réseau de trafic de cocaïne à Singapour, en octobre 2004, qui conduit à l'arrestation de 23 des membres du réseau, y compris des notables locaux et de riches expatriés, Guiga est accusé par la police d'être l'homme de liaison du réseau. Il est alors inculpé de seize chefs d'accusation en relation avec la possession de 25,2 grammes de cocaïne. Sa compagne, Mariana Abdullah, est également inculpée des mêmes charges.
Guiga risque 24 ans de prison et vingt coups de bâtons dans le cadre d'une négociation de peine qu'il était en train de considérer. Toutefois, il ne se présente pas au tribunal, le 23 février 2005, alors qu'il devait donner sa position à propos des charges retenues contre lui. Le juge F. G. Remedios publie alors un mandat d'arrêt. Bien que son passeport lui ait été confisqué, on ignore comment il a pu fuir le pays et l'on ignore aujourd'hui où il se trouve. Guiga Lyes Ben Laroussi est par la suite listé comme fugitif par Interpol.